# Palazzo della Ragione (Ferrara)
Il Palazzo della Ragione di Ferrara si trovava in piazza Trento e Trieste all'angolo con corso Porta Reno. Venne edificato tra il 1315 e il 1325, più volte modificato e definitivamente demolito dopo l'incendio che lo distrusse nel 1945. Al suo posto venne edificato un nuovo palazzo su progetto di Marcello Piacentini.

## Storia

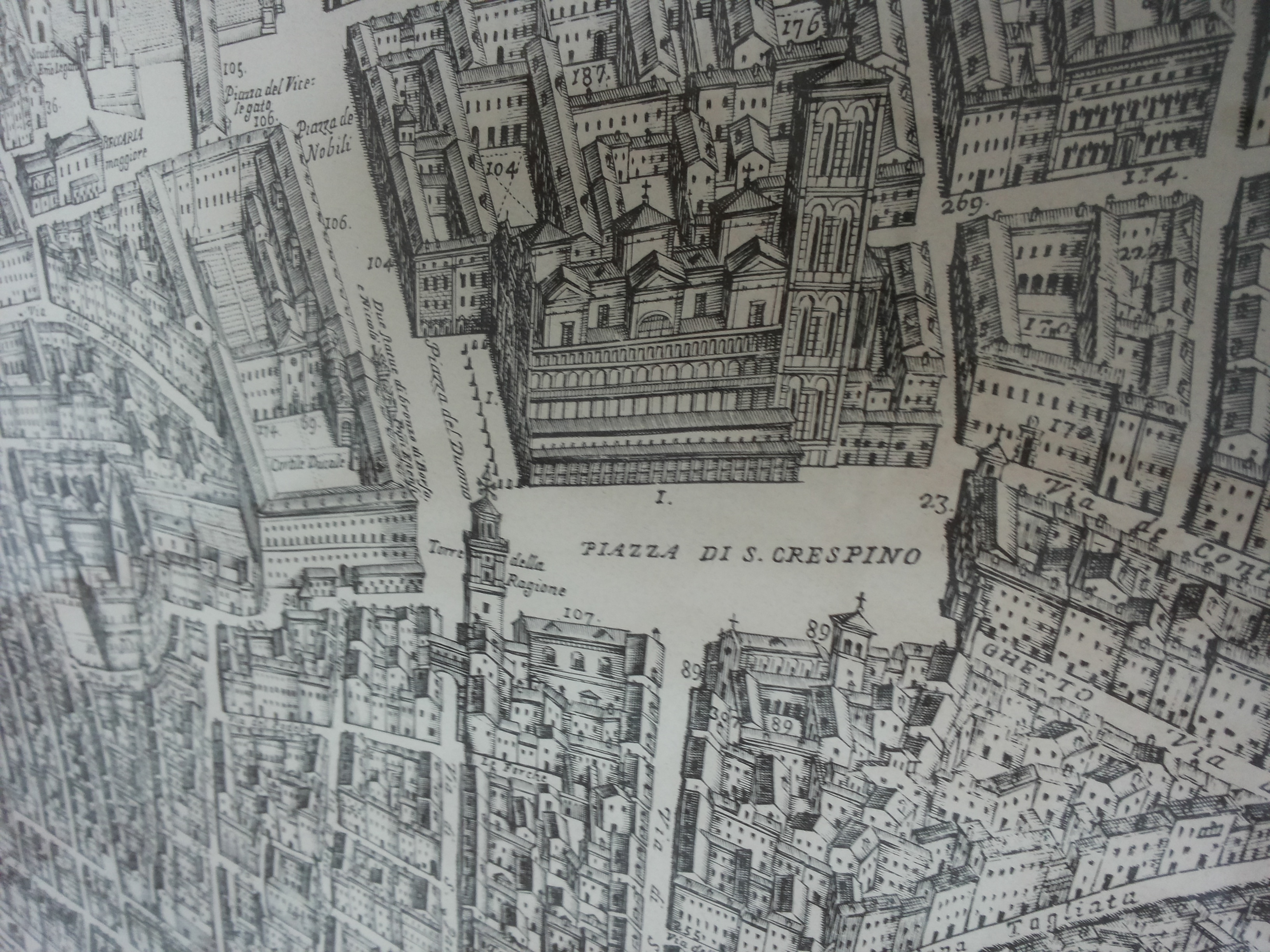
L'allora piazza di San Crispino col Palazzo della Ragione nella Pianta ed alzato della città di Ferrara di Andrea Bolzoni del 1747

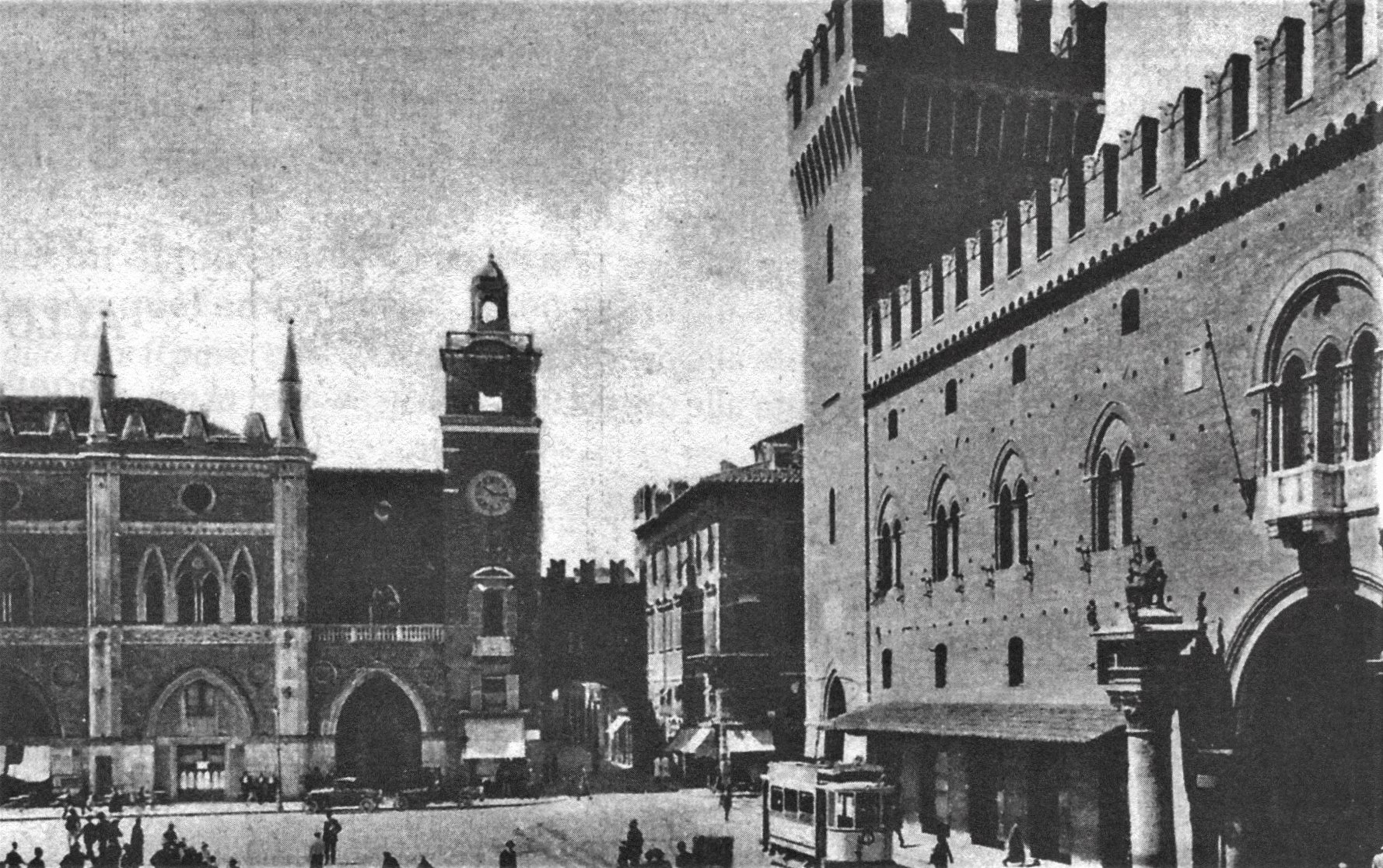
Palazzo della Ragione a Ferrara nel breve intervallo compreso tra l'edificazione della Torre della Vittoria, ultimata nel 1928, e l'incendio che lo ha distrutto, poco dopo la liberazione della città da parte delle truppe inglesi, nel 1945

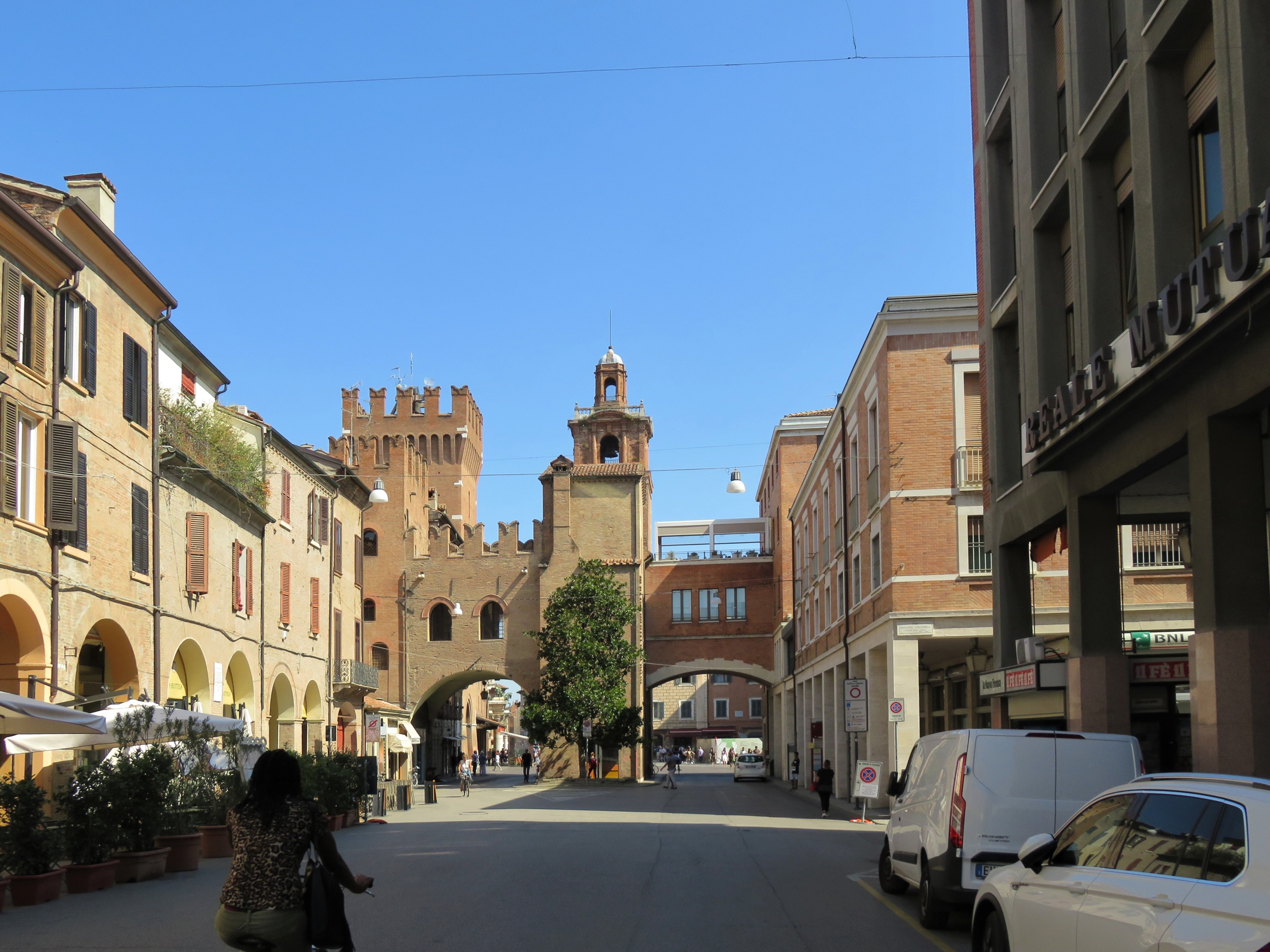
Parte settentrionale di corso Porta Reno. Al centro la torre dell'Orologio tra i due volti di accesso alla piazza. Sulla destra la parte costruita negli anni cinquanta, col Palazzo della Ragione e gli altri edifici

Fu sede del tribunale di Ferrara e anche di esecuzione delle sentenze di morte. Il palazzo in realtà fu un insieme di costruzioni che comprendevano la torre dei Ribelli e il palazzo dei Notai. Venne edificato a partire dal 1315, posto accanto alla nuova cattedrale di San Giorgio, sull'altro lato dell'allora piazza delle Erbe.
Alle sue finestre vennero per lungo tempo appesi i corpi dei giustiziati e durante la signoria degli Este vi furono giudicati e giustiziati tutti coloro che furono coinvolti in congiure e complotti. Nelle fasi successive alla congiura organizzata da Giulio e  Ferrante d'Este contro il duca Alfonso I tutti i rivoltosi vennero giustiziati e le loro teste infilzate su lance poste in cima al palazzo. Tale episodio venne poi citato anche da Ludovico Ariosto.
Ebbe una struttura gotica e il palazzo originale fu probabilmente simile al palazzo della Ragione di Mantova, ancora intatto.  Fu danneggiato da un incendio nel 1472 e dal terremoto che colpì la città nel 1570.

### Ricostruzione ottocentesca

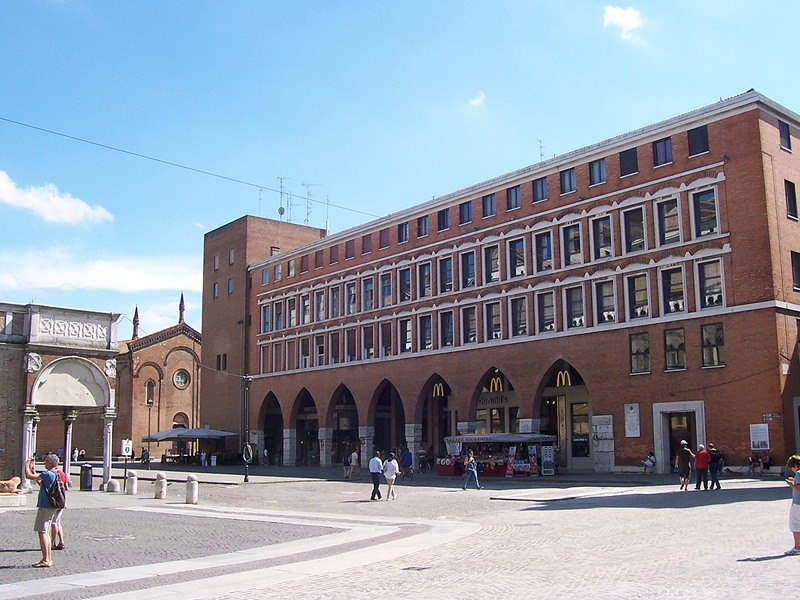
Forme recenti del palazzo dopo la ricostruzione novecentesca

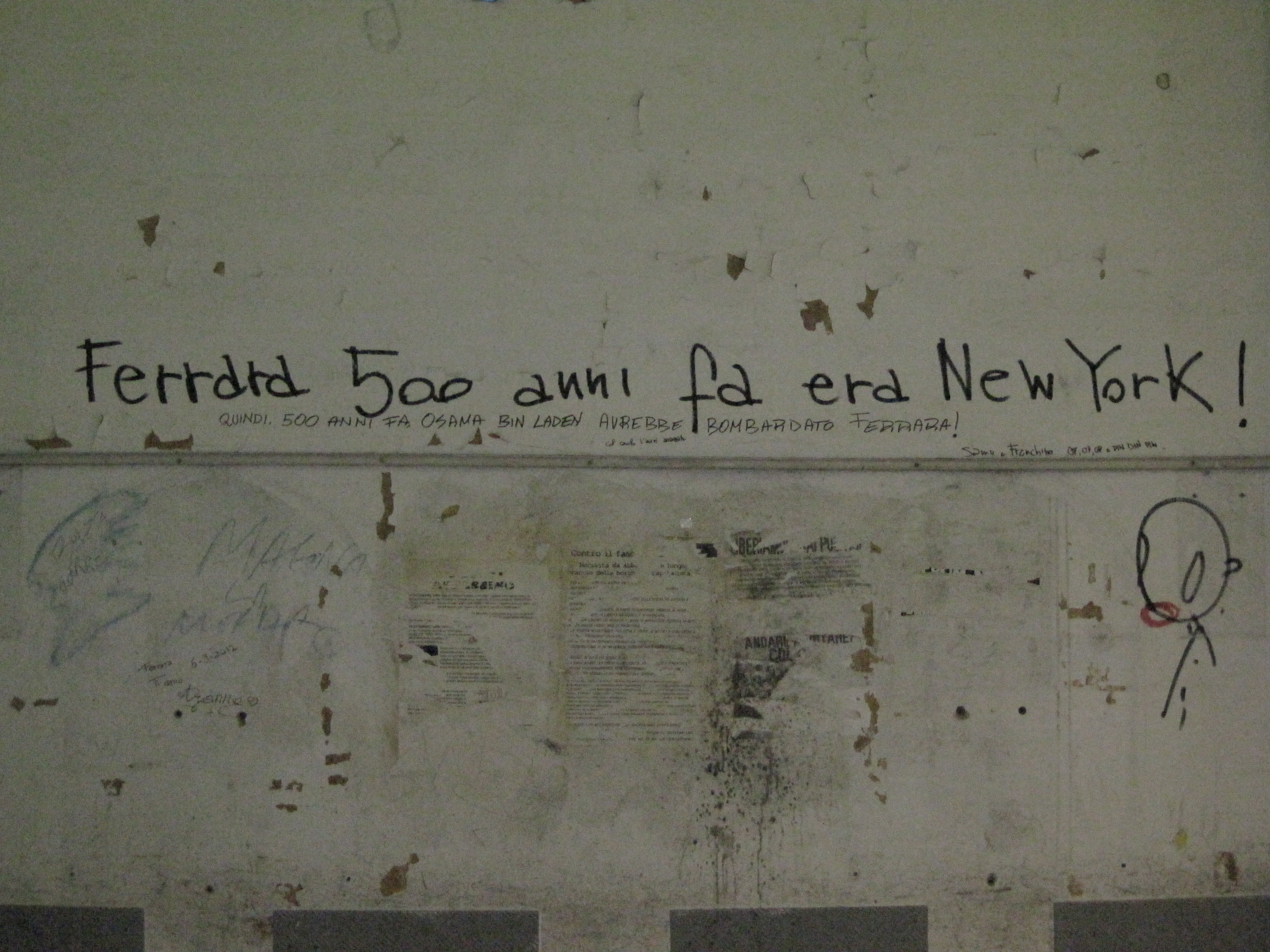
Graffito presente per un breve periodo nel 2012 su una parete interna del portico del Palazzo della Ragione a Ferrara all'angolo con corso Porta Reno con la scritta "Ferrara 500 anni fa era New York" citato da Giovanni De Mauro nella rivista Internazionale.

La sua ricostruzione nel XIX secolo venne affidata all'architetto e ingegnere capo del comune Giovanni Tosi che rispettò, nel suo progetto, la forma architettonica originale. La vecchia struttura, dopo l'abbandono degli Estensi avvenuto con la devoluzione di Ferrara, era lentamente caduta in uno stato di degrado e la sua ricostruzione in forme neogotiche, che riportò gli archi a sesto acuto dell'edificio del XIV secolo, restituì a Ferrara un importante monumento architettonico, arricchito di un grande scalone d'ingresso.

### Ricostruzione novecentesca
Nel 1921 l'archivio del tribunale venne parzialmente distrutto da un incendio e la struttura venne in parte danneggiata anche dagli interventi per domare le fiamme. Il 22 aprile 1945, due giorni prima dell'arrivo delle truppe alleate quindi della liberazione di Ferrara, la struttura venne gravemente danneggiata da un altro incendio che ridusse il palazzo ai soli muri esterni, facendo crollare solai e coperture del tetto. In quest'occasione andò perduta molta parte della documentazione relativa ai decenni precedenti del periodo fascista.
In un'immagine fotografica dell'Archivio del Centro Etnografico di Ferrara si può vedere un reparto di truppe scozzesi che sfilano in piazza Duomo e sullo sfondo il palazzo ancora apparentemente integro.
L'edificio venne ricostruito quasi dieci anni più tardi, tra il 1954 ed il 1956, mentre tutto il quartiere veniva pesantemente modificato con l'allargamento di corso Porta Reno e l'abbattimento di gran parte degli edifici sul suo lato orientale.
La ricostruzione unita alle modifiche urbanistiche portarono all'apertura di un secondo grande volto di accesso alla piazza Trento e Trieste che isolarono in tal modo la torre dell'Orologio, posta al centro del doppio passaggio. Il progetto del palazzo nuovo fu affidato a Marcello Piacentini che a Ferrara eseguì uno dei suoi ultimi lavori, poiché morì solo quattro anni più tardi.

## Utilizzo del palazzo
Nei primi tempi l'edificio ebbe la funzione di tribunale e di luogo per le esecuzione delle sentenze. Sia i suoi locali sia la sua facciata nella piazza centrale di Ferrara vennero utilizzati come "scena teatrale" al tempo degli Este, ed anche per svolgervi cerimonie importanti e pubbliche, come i festeggiamenti nel 1502 per il matrimonio tra Alfonso I e Lucrezia Borgia. Dopo l'incendio del 1512 fu ricostruito e da quel momento divenne in parte anche carcere cittadino mentre vennero aperte le prime botteghe commerciali al pianterreno. Lentamente perse importanza sino alla ricostruzione ottocentesca. La parte bassa della struttura continuò ad essere adibita al commercio mentre nella parte superiore era conservata la funzione legata alla giustizia, con la sede di tribunale, preture e altri uffici ed archivi giudiziari. Dalla seconda metà del XX secolo, con l'ultima ricostruzione affidata a Marcello Piacentini, la sua destinazione d'uso venne modificata. La parte inferiore venne ancora destinata alle attività commerciali mentre quella superiore divenne un albergo. Tutta la struttura fu da quel momento proprietà privata.